# Cazenave-Serres-et-Allens
Cazenave-Serres-et-Allens är en kommun i departementet Ariège i regionen Occitanien i södra Frankrike. Kommunen ligger  i kantonen Tarascon-sur-Ariège som ligger i arrondissementet Foix. År 2022 hade Cazenave-Serres-et-Allens 61 invånare.

## Befolkningsutveckling
Antalet invånare i kommunen Cazenave-Serres-et-Allens
Referens: INSEE